# Вильена (Бразилия)

Вильена на карте штата.

Вильена (порт. Vilhena) — муниципалитет в Бразилии, входит в штат Рондония. Составная часть мезорегиона Восток штата Рондония. Входит в экономико-статистический микрорегион Вильена. Население составляет 76 202 человека на 2010 год. Занимает площадь 11 518,92 км². Плотность населения — 6,62 чел./км².

## История
Город основан 23 ноября 1977 года.

## Демография
Согласно сведениям, собранным в ходе переписи 2010 года Национальным институтом географии и статистики (IBGE), население муниципалитета составляет:
| Полное население                               | Полное население                               | Полное население                               | Полное население                               | 76 202 |
| ---------------------------------------------- | ---------------------------------------------- | ---------------------------------------------- | ---------------------------------------------- | ------ |
| в том числе:                                   | Городское население                            | 72 218                                         | Процент городского населения, %                | 94,77  |
|                                                | Сельское население                             | 3 984                                          | Процент сельского населения, %                 | 5,23   |
|                                                | Мужское население                              | 37 782                                         | Процент мужского населения, %                  | 49,58  |
|                                                | Женское население                              | 38 420                                         | Процент женского населения, %                  | 50,42  |
| Плотность населения, чел/км²                   | Плотность населения, чел/км²                   | Плотность населения, чел/км²                   | Плотность населения, чел/км²                   | 6,62   |
| Население муниципалитета в % к населению штата | Население муниципалитета в % к населению штата | Население муниципалитета в % к населению штата | Население муниципалитета в % к населению штата | 4,88   |

По данным оценки 2015 года население муниципалитета — 91 801 житель.

## Статистика
- Валовой внутренний продукт на 2005 составляет 797.280.000,00 реалов (данные: Бразильский институт географии и статистики).
- Валовой внутренний продукт на душу населения на 2005 составляет 12.468,00 реалов (данные: Бразильский институт географии и статистики).
- Индекс развития человеческого потенциала на 2000 составляет 0,771 (данные: Программа развития ООН).

## География
Климат местности: экваториальный. В соответствии с классификацией Кёппена, климат относится к категории Am.

## Важнейшие населенные пункты

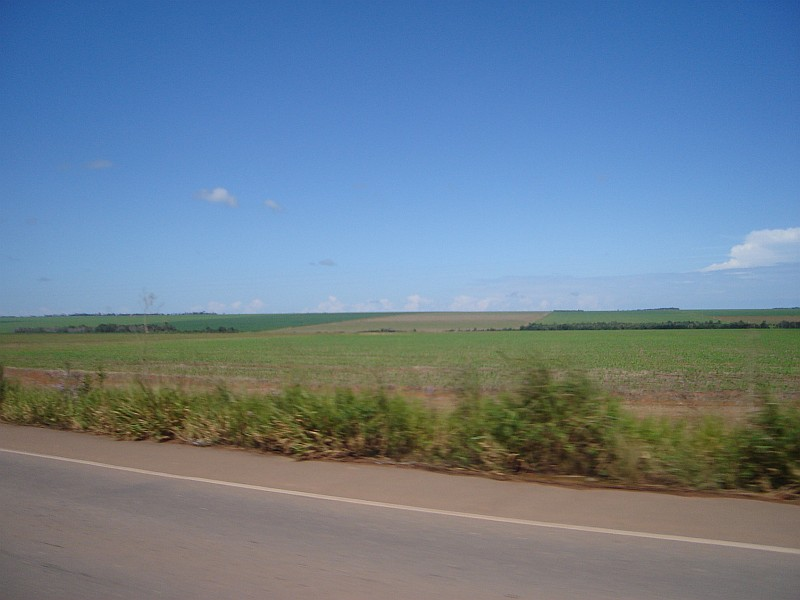

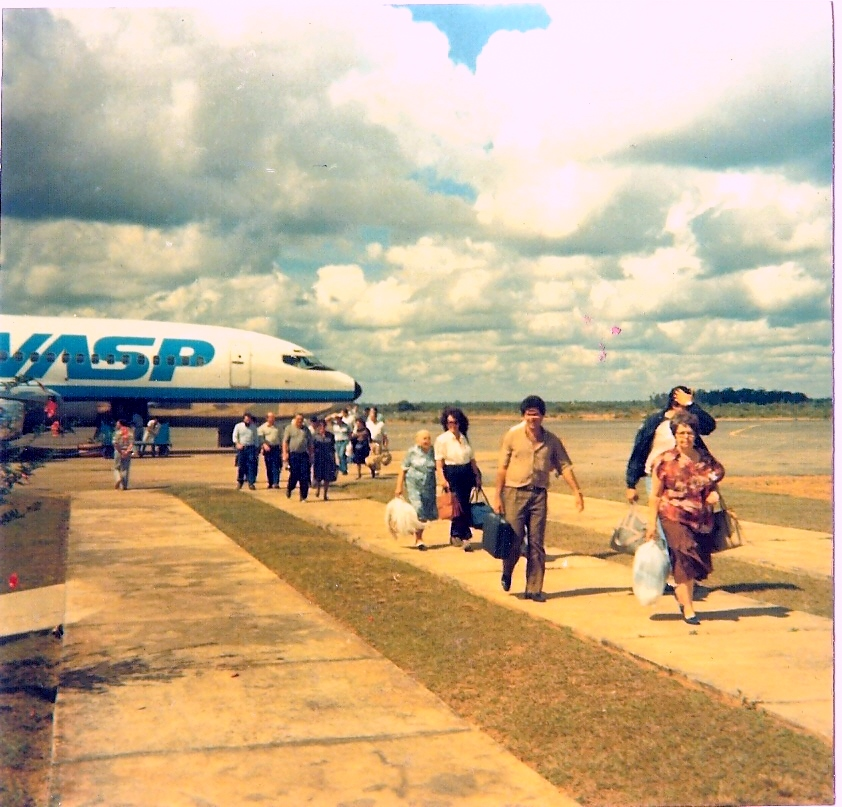

| № | Населённый пункт | Населённый пункт (порт.) | Категория | Население чел. (2010) | На карте                        |
| - | ---------------- | ------------------------ | --------- | --------------------- | ------------------------------- |
| 1 | Вильена          | Vilhena                  | город     | 72218                 | 12°43′58″ ю. ш. 60°07′47″ з. д. |
| 2 | Нова-Конкиста    | Nova Conquista           | поселок   | 364                   | 12°59′06″ ю. ш. 60°17′11″ з. д. |

## Спорт
В городе базируется одноименный футбольный клуб.